# 尖棘髭八角魚
尖棘髭八角魚（學名：Agonomalus jordani）為輻鰭魚綱鮋形目杜父魚亞目八角魚科的其中一種，為溫帶海水魚，分布於西北太平洋日本至庫頁島海域，棲息深度10-105公尺，體長可達18公分，棲息在底層水域，生活習性不明。